# Аверьянов, Константин Антонович
Константи́н Анто́нович Аверья́нов (25 сентября 1922, д. Студенец — 27 мая 1946, полигон Кальтвассер, Германия) — советский военный лётчик штурмовой авиации. Гвардии капитан (1945). Герой Советского Союза (1944).
В Военно-воздушных силах Рабоче-Крестьянской Красной армии служил с июля 1940 года. Окончил Энгельсскую военную авиационную школу пилотов. На фронтах Великой Отечественной войны с марта 1943 года. Участвовал в битве за Кавказ, освобождении Крыма, Белоруссии и восточной Польши, боях в Восточной Пруссии. К июлю 1944 года совершил 117 успешных боевых вылетов и нанёс ощутимый урон врагу в живой силе и технике.
Указом Президиума Верховного Совета СССР от 26 октября 1944 года заместителю командира эскадрильи 7-го гвардейского штурмового авиационного полка (230-я штурмовая авиационная дивизия, 4-я воздушная армия, 2-й Белорусский фронт) Константину Аверьянову присвоено звание Героя Советского Союза.
Всего за время участия в боевых действиях произвёл 176 успешных боевых вылетов, ни разу не был сбит, не потерял убитым ни одного воздушного стрелка.
Погиб 27 мая 1946 года при исполнении служебных обязанностей.

## Биография

### Детство и юность

Константин Аверьянов в 1938 году

Константин Аверьянов родился 25 сентября 1922 года в деревне Студенец Кстовской волости Нижегородского уезда Нижегородской губернии (ныне Кстовского района Нижегородской области). Русский.
Его отец, Антон Львович Аверьянов, в юношеские годы начинал работать в деревне кузнецом, но уже скоро, вслед за старшим братом Семёном, уехал на заработки в Сормово. Трудился на предприятии акционерного общества «Смеловские цепной и якорный заводы». В 1914 году был мобилизован в Русскую императорскую армию и участвовал в Первой мировой войне. После демобилизации вернулся в Студенец и начал работать кузнецом в якорной мастерской. Вскоре женился на вдове Екатерине Васильевне Крупичевой, происходившей из семьи крестьян-староверов Рачковых. Константин был старшим ребёнком четы Аверьяновых. У него было два младших брата, Фёдор и Василий, которые умерли в детские годы, и две сестры — Евстолия и Анна. Екатерина Васильевна умерла в 1935 году от туберкулёза. Дальнейшим воспитанием детей занималась вторая супруга Антона Львовича Анна Евдокимовна Крайнова.
В 1930—1934 годах Константин учился в неполной средней школе в селе Ликеево. В 1934 году его отец завербовался на строительство канала Москва—Волга и перевёз семью в Дмитров. Константин сначала учился в школе № 4 в Заречье, затем в школе № 5, что на Пушкинской улице. По воспоминаниям одноклассников, учился Константин посредственно, но был хорошим спортсменом: занимался лыжами, коньками, играл в русский хоккей. Но главным его увлечением была авиация. О различных типах самолётов, о конструкциях авиационных моторов и подвигах советских лётчиков он мог рассказывать часами, за что друзья в шутку называли его «профессором». Кумирами Константина были Валерий Чкалов и Михаил Громов. Планируя поступить в Дмитровскую лётную школу спортивного общества «Динамо», он активно занимался в кружке пулевой стрельбы, сдав норматив на знак «Ворошиловский стрелок». Также прошёл обучение в кружках противовоздушной и химической обороны и санитарной обороны, посещал занятия парашютной секции в городском парке.
Окончив в 1938 году седьмой класс, Константин продолжил учёбу в средней школе посёлка Деденево. В том же году с третьей попытки (Константину для поступления не хватало нескольких сантиметров роста) поступил в Дмитровский аэроклуб. Летом 1939 года аэроклуб был закрыт, и его переменный состав перевели в Московский аэроклуб Октябрьского района.

### Начало военной службы
Окончив в мае 1939 года девятый класс средней школы, а в мае 1940 года Московский аэроклуб, Константин Аверьянов получил направление в Радеховскую военную авиационную школу (город Радехов) и 25 июля 1940 года был зачислен её курсантом. Из-за сложной военно-политической обстановки на Западной Украине в декабре 1940 года курсанты Радеховской ВАШП были переведены в Энгельсскую военную школу пилотов. Здесь Константин Аверьянов освоил бомбардировщики Р-5, СБ и Пе-2. В июле 1942 года состоялся ускоренный выпуск курсантов школы, и Аверьянова в звании сержанта направили в 10-й запасной авиационный полк (станция Каменка-Белинская), где он прошёл переобучение на штурмовике Ил-2.
Воинскую службу продолжил на Куйбышевском авиационном заводе № 18. Перегонял штурмовики Ил-2 на фронт. В конце февраля 1943 года с очередным Ил-2 для 7-го гвардейского штурмового полка прибыл на аэродром под Невинномысском. По предложению командира полка гвардии майора Х. Я. Хашпера остался в части. С марта по май 1943 года прошёл переподготовку в 6-м отдельном учебно-тренировочном авиационном полку 4-й воздушной армии, получил звание младшего лейтенанта и был зачислен в эскадрилью гвардии старшего лейтенанта И. П. Остапенко, получив боевую машину с бортовым номером «13». До июля 1943 года боевых вылетов не совершал, осваивая тактику штурмовых ударов на земле и перенимая боевой опыт однополчан.

### На фронтах Великой Отечественной войны
В боях на Тамани
Первый боевой вылет гвардии младший лейтенант К. А. Аверьянов произвёл 22 июля 1943 года. В этот день командующий 4-й воздушной армии решил нанести массированный удар по переднему краю противника на Голубой линии. По приказу К. А. Вершинина в воздух было поднято около 100 самолётов. Группу вёл командир 210-го штурмового авиационного полка гвардии подполковник Н. А. Зуб. Аверьянов вылетел в паре с опытным лётчиком Н. П. Седненковым. Была низкая облачность, и советским штурмовикам пришлось идти на высоте всего 600 метров. Немцы, по всей видимости, заранее пристреляли орудия по нижней кромке облаков, поэтому огонь открыли только тогда, когда в атаку пошла первая пятёрка Ил-2. В ходе штурмовки были сбиты и погибли более десяти экипажей штурмовиков, в том числе экипаж командира группы. Для Аверьянова первый бой оказался удачным. Прямым попаданием авиабомб он уничтожил одну зенитную батарею, РСами и пушечно-пулемётным огнём подавил ещё три. При выходе из пикирования Ил-2 Аверьянова был атакован двумя немецкими истребителями. Советский лётчик принял бой и благодаря умелому маневрированию вышел из схватки победителем, сбив один Ме-109. 23 июля и 9 августа Аверьянов произвёл по три успешных боевых вылета на бомбардировку и штурмовку переднего края противника в районы Киевская, Русский, Горно-Весёлый. Всего к 13 августа 1943 года он произвёл 10 боевых вылетов, уничтожив 1 зенитную батарею, одно полевое орудие и до 50 солдат и офицеров вермахта. 21 августа 1943 года награждён орденом Красной Звезды.
Ещё об одном боевом эпизоде с участием Аверьянова вспоминал его однополчанин Борис Левин. В 10-х числах сентября 1943 года полк уничтожил переправу через Кубань у Темрюка. Переправа была жизненно важна для немцев, так как по ней осуществлялось снабжение немецких войск на Голубой линии боеприпасами, продовольствием и резервами. Противник непременно должен был начать её восстановление. С целью уточнения обстановки в районе переправы на разведку вылетел гвардии младший лейтенант К. А. Аверьянов в паре с гвардии младшим лейтенантом А. Е. Руденко. Выполнив задание, лётчики взяли курс на свой аэродром, но натолкнулись на группу немецких военно-транспортных самолётов в сопровождении истребителей. Аверьянов принял решение атаковать противника. Пользуясь эффектом неожиданности, он сбил головной Ю-52, ещё один транспортник сбил Руденко. Пока противник приходил в себя, советские Илы ушли в сторону открытого моря. В полку лётчиков ждал разнос за неоправданный риск. Персональное дело Аверьянова было вынесено на полковое собрание. Мнения однополчан разделились, поэтому дисциплинарное взыскание на лётчика не было наложено.
В сентябре 1943 года немецкое командование приступило к эвакуации частей 17-й армии с Таманского полуострова. 7-й гвардейский штурмовой авиационный полк сосредоточился на уничтожении колонн противника, отступающего к Пересыпи и Кучугурам. Аверьянов, назначенный к этому времени командиром звена в эскадрилью А. А. Юркова, дважды вылетал на бомбардировку живой силы и техники врага, уничтожив на дорогах Ахтанизовская―Кучугуры и Фонталовская—Запорожская―Кучугуры до 35 немецких солдат и 4 артиллерийских орудия. 4 октября меткими бомбовыми ударами он поразил на побережье две самоходные баржи, предназначенные для эвакуации немецких войск.
Прикрывая отвод своих войск, противник развернул у станции Варенниковская, в 10―12 километрах от переднего края, батарею тяжёлых орудий, которая доставила немало проблем наступающим советским наземным войскам. Задача уничтожить батарею была поставлена звену Аверьянова (лётчики гвардии младшие лейтенанты М. Г. Шатов и А. Я. Плешаков). Выйдя на цель, советские лётчики накрыли артиллерийские позиции противника бомбами, после чего произвели их штурмовку РСами и пушечно-пулемётным огнём, полностью израсходовав боекомплект. Аверьянов по радио сообщил на командный пункт о выполнении задания и возвращении звена на аэродром, но скоро авианаводчики с переднего края доложили, что звено Аверьянова «носится» над окопами противника на бреющем полёте, ни сделав при этом ни одного выстрела. Аверьянову по возвращении в полк вновь пришлось объясняться с командиром полка. Как объяснил Константин, его звено, не имея боеприпасов, имитировало атаки на немецкие позиции, заставляя немецких солдат прятаться в убежища. Через несколько дней советские пехотинцы через фронтовую газету поблагодарили лётчиков за находчивость и помощь в выполнении поставленной боевой задачи.
Последними опорными пунктами немцев на Таманском полуострове, прикрывающими пути к портам эвакуации, стали возвышенности Восполиточино и Цимбалы. 5 октября гвардии младший лейтенант Аверьянов получил задачу найти и уничтожить хорошо замаскированные позиции немецких танков, вкопанных на склонах горы Восполиточино. Сделав четыре захода, лётчик сумел обнаружить цель и накрыл её бомбами. 6 октября он полностью подавил артиллерийские позиции противника на горе Цимбалы, за что получил благодарность от командования наземных войск. 25 октября 1943 года Аверьянов был награждён орденом Красного Знамени.
В небе Тавриды
В конце октября 1943 года войска Отдельной Приморской армии приступили к реализации плана Керченско-Эльтигенской десантной операции. В интересах наземных войск гвардии младший лейтенант Аверьянов в период с 31 октября по 15 декабря 1943 года совершил 27 успешных боевых вылетов в район Керчи, в ходе которых уничтожил 21 автомашину с войсками и грузами, 3 танка, 6 артиллерийских орудий, 9 зенитно-пулемётных точек, до 200 солдат и офицеров вермахта, потопил 3 баржи. В этот период Аверьянов зарекомендовал себя не только как мастер точечных ударов по переднему краю противника, но и как отличный воздушный разведчик. Неоднократно он летал на разведку обороны противника и неизменно доставлял командованию ценные разведданные. Так, 12 декабря 1943 года он вылетел в паре на разведку скопления войск противника в районе Керчи. На подходе к цели советские штурмовики были встречены плотным зенитным огнём. Напарник Аверьянова был подбит и вынужденно ушёл на посадку на свою территорию. Оставшись без прикрытия, Аверьянов, тем не менее, продолжил выполнять задачу в одиночку. Умело и уверенно маневрируя в зоне зенитного огня, он сумел добыть необходимые данные о сосредоточении немецких танков, замаскированных артиллерийских позициях и ДЗОТах противника. 29 декабря 1943 года награждён орденом Отечественной войны I степени.
В ходе одного из боевых вылетов в декабре 1943 года Константин Аверьянов фактически спас жизнь командиру полка. Полк получил задачу произвести штурмовку скопления немецких танков, замеченных в районе горы Митридат. Район был чрезвычайно насыщен зенитной артиллерией противника, поэтому гвардии майор Х. Я. Хашпер решил вести в бой четвёрку Ил-2 лично. Вместе с ним на задание отправились И. А. Чернец, К. А. Аверьянов и А. Я. Плешаков. При подходе к цели группа попала в огневой мешок. Ил-2 Плешакова получил тяжёлые повреждения. Лётчик едва дотянул до своего берега и посадил самолёт на брюхо. Машины Хашпера и Чернеца были сбиты прямыми попаданиями зенитных снарядов и упали в море. Экипажи успели покинуть самолёты на парашютах, но немецкие лётчики пытались добить их в воздухе. Аверьянов, несмотря на то, что его Ил также получил серьёзные повреждения, смело атаковал врага и отогнал немецкие истребители, после чего ещё долго кружил над местом приводнения сбитых экипажей, пока их не подобрали моряки.
Не менее успешно действовал Константин Аверьянов во время освобождения Крыма и города Севастополя. 11 января 1944 года он в составе группы вылетел на поиск скопления немецких танков в район Булганак―Грязевая Пучина (Тарханские сопки). Несмотря на неблагоприятные метеоусловия (низкая облачность, дождь, видимость 1—1,5 километра) он сумел отыскать цель и передать координаты на станцию наведения. В результате бомбово-ракетного удара было уничтожено 3 танка и ещё два повреждено. 12 апреля, действуя в составе группы из 8 Ил-2, Аверьянов решительно атаковал колонну отступающего противника в районе Владиславовка. Сделав три захода на цель, точными ударами он лично уничтожил 15 автомашин и до 40 военнослужащих вермахта.
Во время освобождения Севастополя Константин Аверьянов произвёл 12 боевых вылетов. Особенно результативными стали его удары по позициям противника 8 и 9 мая. В первом случае он произвёл три боевых вылета в районы колхоза № 10 и посёлка 6-я Верста (ныне 5-й километр Балаклавского шоссе). В условиях сильного противодействия истребителей противника он лично уничтожил одно полевое и два зенитных орудия, три зенитно-пулемётные точки и до 20 вражеских солдат. 9 мая звено Аверьянова в составе группы из семи Ил-2 вылетело на уничтожение крупного транспорта, обнаруженного разведкой в бухте Казачья. Район бухты был насыщен зенитной артиллерией, а с мыса Херсонес в любую минуту готовы были взлететь вражеские истребители. Для выполнения задачи Аверьянов разработал дерзкий план, согласно которому его звено должно было подойти к Севастополю с моря со стороны солнца на высоте 1200 метров, затем, резко снизившись, на максимальной скорости преодолеть позиции зенитных расчётов врага, пулемётно-пушечным огнём произвести штурмовку аэродрома, заставив немецких лётчиков и техников укрыться в убежищах, после чего нанести основной удар по Казачьей бухте. План Аверьянова полностью удался. В результате удара советских штурмовиков транспорт с войскам и техникой был потоплен. Также была уничтожена самоходная баржа и повреждено два катера. Группа Ил-2 потерь не имела. За 30 боевых вылетов в небе Крыма и нанесённый врагу урон Константин Аверьянов был награждён вторым орденом Красного Знамени.
На 2-м Белорусском фронте
В июне 1944 года 7-й гвардейский штурмовой авиационный полк был переброшен на 2-й Белорусский фронт и принимал участие в освобождении Белорусской ССР (Могилёвская и Минская наступательные операции). К этому времени Константин Аверьянов был произведён в лейтенанты и назначен на должность заместителя командира и штурмана эскадрильи. В боях он неоднократно демонстрировал высокое лётное мастерство и высокую точность ударов, над целями действовал смело и решительно, а порой даже дерзко. Над полем боя неоднократно проявлял тактическую грамотность и инициативу. Так, 26 июня 1944 года он вёл группу из шести Ил-2 на штурмовку колонны отступающего в направлении местечка Сухари противника. Первым заходом лётчики поразили цель ракетно-бомбовым ударом, уничтожив три автомашины и повредив два танка, после чего стали разворачиваться на второй заход. В этот момент командир группы заметил, что замаскированная на опушке леса в районе деревни Ходнево противотанковая батарея немцев не даёт продвинуться вперёд советским танкистам. Аверьянов принял решение атаковать новую цель. Снизившись до бреющего полёта, лётчики пулемётно-пушечным огнём разогнали артиллерийские расчёты, после чего буквально зависли над вражескими позициями, не давая возможности прислуге вернуться к орудиям. Воспользовавшись этим, советские танки без потерь ворвались в деревню и уничтожили батарею противника. Инициативности Аверьянова высокую оценку дал бывший командующий 4-й воздушной армией К. А. Вершинин. В статье «В небе Белоруссии» Константин Андреевич отметил:

В быстро меняющейся обстановке важное значение приобретала тактическая грамотность и инициатива ведущих групп. В этом отношении весьма характерен вылет шестёрки ИЛов под командованием гвардии лейтенанта Аверьянова. Ведущий нашёл заданную цель — скопление вражеских танков ― и приступил к выполнению задания. Однако после первой атаки он заметил, что три вражеских самоходных орудия «фердинанд» и другие противотанковые средства открыли интенсивный огонь по нашим атаковавшим танкам и следовавшим за ними автоматчикам. По какой цели наносить удар? Ведь обе они важные. Аверьянов правильно решил, что в данный момент «фердинанды» и противотанковые средства врага представляют для наших войск бо́льшую опасность. Атака группы Аверьянова сорвала намерение противника, наши танки и пехота овладели важным опорным пунктом.
Заместитель командира (он же штурман) эскадрильи 7-го гвардейского штурмового авиационного полка (230-й штурмовой авиационной дивизии, 4-й воздушной армии, 2-го Белорусского фронта) гвардии лейтенант Аверьянов к июлю 1944 года произвёл 117 боевых вылетов, уничтожил и повредил 19 танков, 5 самолётов, свыше 60 автомашин с войсками и грузами, 25 артиллерийских орудий, разгромил 7 железнодорожных эшелонов, потопил и повредил 5 барж и 2 катера, взорвал 11 складов с различным имуществом, истребил до 600 солдат и офицеров противника. Как штурман эскадрильи отлично подготовил лётный состав подразделения в области навигации, благодаря чему в эскадрилье не было ни одного случая потери ориентации.
По представлению командира полка гвардии подполковника Х. Я. Хашпера от 25 июля 1944 года Указом Президиума Верховного Совета СССР от 26 октября 1944 года за образцовое выполнение заданий командования и проявленные при этом отвагу и геройство, гвардии лейтенанту Аверьянову Константину Антоновичу присвоено звание Героя Советского Союза с вручением ордена Ленина и медали «Золотая Звезда» (№ 4528).
Дальнейшая карьера
В августе 1944 года Константину Аверьянову было присвоено воинское звание старшего лейтенанта. По воспоминаниям В. Б. Емельяненко в том же месяце, после гибели гвардии капитана А. А. Юркова, на него временно были возложены обязанности штурмана полка. Однако занимал он эту должность недолго. Через несколько дней его в числе других лётчиков полка направили в санаторий, организованный по приказу генерал-полковника К. А. Вершинина для лётно-технического состава 4-й воздушной армии в Кисловодске. Вернувшись в часть в начале сентября, Аверьянов занял прежнюю должность заместителя командира и штурмана эскадрильи.
Во время освобождения восточной Польши Аверьянов неоднократно водил на задания группы штурмовиков, включавшие до 20 самолётов, совершив к середине октября 1944 года ещё 30 боевых вылетов. В представлении к ордену Александра Невского (приказом командующего 4-й воздушной армией награждён третьим орденом Красного Знамени) отмечены два эпизода, наиболее ярко характеризующие боевую работу Аверьянова. 12 сентября он получил задачу нанести удар по отходящим частям противника в районе станции Остроленка. Из-за плохой видимости обнаружить колонну противника сразу не удалось. Оставив пару Ил-2 на поиск цели, Аверьянов решил осмотреть станцию и обнаружил там крупный эшелон противника из сорока вагонов и десяти платформ. Получив разрешение на атаку новой цели, четвёрка советских штурмовиков, несмотря на плотный заградительный огонь, снизилась до высоты 500 метров и атаковала эшелон. Прямыми попаданиями авиабомб было уничтожено 4 вагона и разрушено железнодорожное полотно. На станции начался пожар, в результате которого весь эшелон сгорел. После атаки станции Аверьянов вернулся к первоначальной цели, и снизившись до высоты 200 метров, обнаружил автоколонну врага из 12 автомашин в районе населённого пункта Заросле юго-восточнее Остроленки. Обстреляв её РСами и пушечно-пулемётным огнём, группа Аверьянова уничтожила 2 автомашины с грузами и до 20 немецких солдат.
12 сентября 1944 года Аверьянов в качестве ведущего четвёрки Ил-2 вылетел на штурмовку колонны автомашин и танков противника, обнаруженной в районе города Новогруд. Противник вовремя обнаружил подлёт советских штурмовиков и успел рассредоточиться. Поэтому Аверьянов решил огонь не открывать и ушёл в облака. Когда же колонна продолжила движение, Аверьянов сделал заход со стороны солнца и с высоты 600 метров атаковал её. Сделав в общей сложности четыре захода на цель, советские лётчики уничтожили 1 танк, 3 автомашины и 15 подвод с грузами, истребили до 40 вражеских солдат и офицеров.
В октябре 1944 года К. А. Аверьянов был избран делегатом от 2-го Белорусского фронта на Всеармейское совещание, проходившее в Ворошиловграде. В ноябре 1944 года он присутствовал на торжественной церемонии в Кремле, где ему были вручены высшие государственные награды СССР. По возвращении в полк он принимал участие в боевых действиях на территории Восточной Пруссии. К февралю 1945 года в его лётной книжке значилось 176 боевых вылетов. За время участия в боевых действиях ни разу не был сбит, не потерял ни одного воздушного стрелка.
В феврале 1945 года Аверьянову было присвоено воинское звание гвардии капитана. В том же месяце одним из первых лётчиков полка он был направлен в 10-й запасной авиационный полк для освоения нового штурмовика Ил-10. Завершив переобучение в апреле 1945 года, Аверьянов был направлен в распоряжение командующего ВВС Московского военного округа. По его поручению он возглавлял группу Ил-10 на первомайском параде 1945 года в Москве. Аналогичную группу Аверьянов должен был провести над Красной площадью во время Парада Победы, но из-за неблагоприятных погодных условий воздушная часть парада была отменена.
В сентябре 1945 года гвардии капитан К. А. Аверьянов вернулся в свой полк, дислоцировавшийся в это время на аэродроме Кшива близ деревни Вехлице (пол. Wiechlice, бывший немецкий Вихельсдорф), где продолжил службу в должности штурмана полка.

### Гибель
На 27 мая 1946 года в 43-м гвардейском штурмовом авиационном полку, входившем в состав 230-й штурмовой авиационной дивизии, были запланированы лётно-тактические учения. Согласно легенде учений штурмовики полка на полигоне Кальтвассер у одноимённого села (нем. Kaltwasser) должны были отработать бомбометание с пологого пикирования в условиях противодействия истребителя условного противника. Поскольку истребителей в составе дивизии не было, командир дивизии генерал-майор С. Г. Гетьман попросил командира 7-го гвардейского штурмового авиационного полка гвардии подполковника И. И. Баутина рекомендовать для участия в учениях двух опытных лётчиков, которые могли бы имитировать действия истребителя на штурмовике Ил-10. Выбор пал на гвардии лейтенанта Б. М. Быкова, ранее служившего в истребительной авиации, и гвардии капитана К. А. Аверьянова, хотя последний с 27 мая формально уже находился в очередном отпуске.

Герой Советского Союза гвардии капитан К. А. Аверьянов с собакой Болтиком. Апрель 1945 года

Полёты начались в 9 часов утра по местному времени. Аверьянов успешно отработал с 1-й эскадрильей 43-го гвардейского шап, Быков ― со 2-й эскадрильей. В 13:30 в воздух поднялась 3-я эскадрилья. Следом за ней взлетел Аверьянов и взял курс на Кальтвассер. Выйдя в район проведения учений, он увидел, как шесть Ил-10, выстроившись в круг, поочерёдно заходят на мишени, расставленные на земле. Быстро набрав горкой высоту 700 метров над группой штурмовиков, Аверьянов спикировал на выходивший из очередной атаки Ил. Сымитировав атаку, он отвернул в сторону и пошёл на второй заход, энергично набирая высоту с одновременным разворотом. При выходе из виража мотор Ил-10 заглох, и машина, перевернувшись на спину, сорвалась в штопор. Несмотря на приказ руководителя учений покинуть самолёт, Аверьянов до конца пытался спасти машину. Ему удалось перевести Ил-10 из штопора в пикирование, но высоты не хватило. Задев верхушки деревьев, самолёт воткнулся в землю под углом 90° и взорвался. По мнению Бориса Быкова, причиной трагедии могла стать переоценка Аверьяновым технических возможностей самолёта при выполнении сложного пилотажа.
29 мая 1946 года Константин Аверьянов был похоронен на Кутузовском мемориале в городе Болеславец (Польша).

### Экипаж
Первым воздушным стрелком Константина Аверьянова был гвардии сержант П. Ф. Дрыжов. После его ранения постоянным воздушным стрелком до ноября 1944 года стал гвардии сержант Е. А. Рысев. Должность стрелка авиавооружения в команде до октября 1944 года занимала гвардии сержант Н. Л. Алексеева. Ещё одним неизменным членом экипажа Константина Аверьянова был пёс по кличке Болтик.
Согласно мемуарам В. Б. Емельяненко, Болтик был щенком собаки Рыжухи, которую взял на содержание воздушный стрелок полка гвардии сержант Н. Г. Наумов. Однако Аркадий Зюзин, написавший книгу о Константине Аверьянове, считает это писательским вымыслом. Согласно его версии, Константин Аверьянов подобрал щенка в мае 1943 года на аэродроме у станицы Тихорецкой. В то время Константин ещё не летал на боевые задания, но много времени проводил в кабине Ил-2, куда стал брать с собой и Болтика, постепенно приучая его к самолёту.
Первый боевой вылет Болтик совершил с аэродрома у хутора Трактовый в ноябре 1943 года на штурмовку немецких позиций у горы Митридат. После этого Константин регулярно брал собаку на боевые задания. Поначалу командование полка и сослуживцы относились к этому скептически, но Аверьянов сумел убедить всех, что Болтик, обладая отличным слухом, первым сигнализирует об опасности. «Если тычется в ногу — значит надо маневрировать: где-то есть разрывы зениток, которых я не вижу, а может быть, и „мессер“ подкрадывается сзади», — объяснял Константин. По подсчётам Аверьянова, Болтик провёл в небе в общей сложности 72 часа, что эквивалентно 45 боевым вылетам.
Болтик ненадолго пережил своего хозяина. Через несколько дней после похорон Аверьянова он погиб под колёсами автомобиля. Похоронили пса на Кутузовском мемориале рядом с могилой Константина.

## Сочинения
- Аверьянов К. А. Инициатива лётчика в бою (Из опыта наступательных боёв). — Издание красноармейской газеты «Крылья Советов», 1944.

## Награды
- Звание Героя Советского Союза (26.10.1944)[2]:
  - медаль «Золотая Звезда» № 4528,
  - орден Ленина.
- Три ордена Красного Знамени (25.10.1943[19], 18.06.1944[23], 24.10.1944[24]).
- Орден Отечественной войны I степени (29.12.1943)[21].
- Орден Красной Звезды (21.08.1943)[16].
- Медаль «За оборону Кавказа» (01.05.1944, вручена 20.10.1944)[43].
- Медаль «За победу над Германией в Великой Отечественной войне 1941—1945 гг.» (09.05.1945, вручена 18.06.1945)[44].

## Память
Дмитров

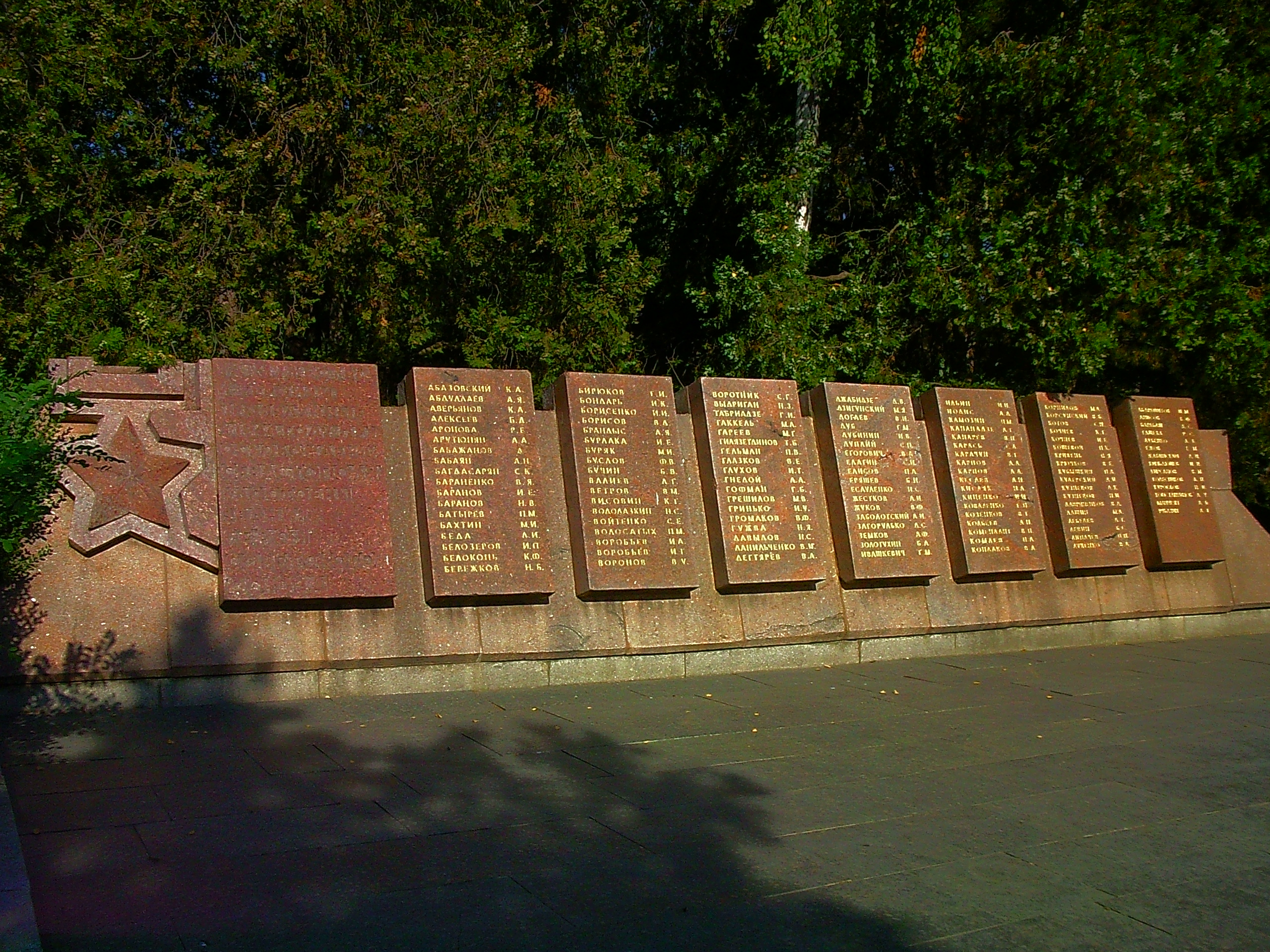
Мемориальные плиты на Сапун-Горе с именами Героев Советского Союза, удостоенных звания при освобождении города Севастополя. К. А. Аверьянов третий в списке

Увековечение памяти Героя Советского Союза гвардии капитана К. А. Аверьянова началось в 1965 году в Дмитрове, когда решением городского Совета улица 2-я Огородная была переименована в улицу Аверьянова. В связи с переходом на новый градостроительный план в начале 1980-х годов улица Аверьянова была упразднена, став частью микрорайона имени А. М. Маркова. В 1984 году по ходатайству учащихся школы № 1 имя Константина Аверьянова было присвоено микрорайону № 3. В память об этом событии на фасаде школы № 10 (мкр. имени К. А. Аверьянова, 10) была установлена аннотационная доска.
В 2009 году имя Константина Аверьянова было присвоено Дмитровской средней общеобразовательной школе № 5. 25 сентября 2010 года на фасаде школы была установлена мемориальная доска с текстом: «В нашей школе учился Герой Советского Союза Аверьянов Константин Антонович, лётчик».
Летом 2022 года в ознаменование 100-летия со дня рождения Константина Аверьянова в городе были открыты два арт-объекта: скамейка памяти у Дмитровской центральной библиотеки и памятный камень у гостиницы «Кристалл», посвящённый лётчику и его собаке Болтику.
В 2022 году телестудией «Вечерний Дмитров» снят документальный фильм «Брат и сестра», рассказывающий о семье Аверьяновых (режиссёр и автор сценария Е. Рой).
Севастополь
В ходе реконструкции мемориального копмлекса «Сапун-Гора» (1969—1974) имя Константина Аверьянова было увековечено на одной из плит среди имён 122 Героев Советского Союза, участвовавших в освобождении города.
Студенец
В 1988 году центральная улица деревни Студенец была переименована в улицу Аверьянова. 3 июля 1988 года на одном из домов по улице Аверьянова была установлена аннотационная доска с текстом: «Улица Аверьянова названа именем нашего земляка лётчика ― Героя Советского Союза Аверьянова Константина Антоновича. В годы Великой Отечественной войны на штурмовике Ил-2 совершил более 117 боевых вылетов. Беспощадно громил фашистов, проявляя смелость и героизм».

## Отзывы и мнения
За всё время я не помню, чтобы Костя с кем-либо ссорился, чтобы кто-нибудь был им недоволен. Я ему часто завидовал как он умеет беседовать, полемизировать без злобы и горячности даже когда его оппонент бывал явно неправ. Терпение и уважение к людям, окружавшим его, было поразительным… Впоследствии я убедился, что Костя, став образцовым гвардейцем, Героем Советского Союза, оставался таким же простым душевным со всеми, что ему вообще чужды заносчивость, зазнайство, кичливость— Бывший командир 7-го гвардейского штурмового авиационного полка гвардии полковник Х. Я. Хашпер

## Архивные документы
- Общедоступный электронный банк документов «Подвиг Народа в Великой Отечественной войне 1941—1945 гг.»:

Представление к званию Героя Советского Союза.
Комплект наградных документов на орден Красного Знамени (награждён приказом от 25.10.1943).
Комплект наградных документов на орден Красного Знамени (награждён приказом от 18.06.1944).
Комплект наградных документов на орден Красного Знамени (награждён приказом от 24.10.1944).
Комплект наградных документов на орден Отечественной войны I степени (награждён приказом от 29.12.1943).
Комплект наградных документов на орден Красной Звезды (награждён приказом от 21.08.1943).
Акт о вручении медали «За оборону Кавказа» от 20.10.1944.
Акт о вручении медали «За Победу над Германией» от 18.06.1945.
- Обобщённый банк данных «Мемориал»:

Информация из книги погребения (запись № 54).
Паспорт воинского захоронения (номер захоронения в ВМЦ З48-333). Страница 1. Общие сведения.
Паспорт воинского захоронения (номер захоронения в ВМЦ З48-333). Страница 2. Схема расположения захоронения.
Паспорт воинского захоронения (номер захоронения в ВМЦ З48-333). Страница 3. В списке погребённых под номером 1.

## Видео
- Документальный фильм «Брат и сестра» на официальной странице телестудии «Вечерний Дмитров» в социальной сети «ВКонтакте».